# Collège pontifical belge à Rome
Le Collège Pontifical belge à Rome (en néerlandais : Belgisch Pauselijk College ;  en italien : Pontificio Collegio Belga) est un établissement d'enseignement supérieur belge à Rome, destiné aux études ecclésiastiques.

## Histoire
Le collège est érigé en 1844 à l'initiative des évêques de Belgique et du nonce apostolique en Belgique, Mgr Pecci (futur Léon XIII), avec la permission et le soutien du pape Grégoire XVI. Il a accueilli des résidents célèbres comme Karol Wojtyla (futur saint Jean-Paul II) de 1946 à 1948 avec son ami Gustaaf Joos. Léon-Joseph Suenens y a demeuré pendant ses études romaines et y a servi en tant que bibliothécaire. Yves Congar y fut aussi résident.
De 1846 à 1972, le collège se trouvait via del Quirinale dans le bâtiment dépendant de l'église Santi Gioacchino e Anna alle Quattro Fontane. Depuis 1972, à cause de l'érosion des effectifs, il est abrité dans une partie de la maison généralice des Frères de la Charité, via Giambattista Pagano. Il accueille aujourd'hui une dizaine d'étudiants.

## Usage
Le collège sert de résidence aux étudiants séminaristes ou prêtres venus suivre leurs études à Rome dans différentes universités pontificales (surtout à la Grégorienne) et envoyés par les différents diocèses de Belgique. Un accompagnement spirituel est proposé aux résidents, ainsi qu'une formation humaine. Les ecclésiastiques belges de passage à Rome y séjournent également.

## Recteurs
- 1844-1854 Mgr Pierre-Joseph Aerts, fondateur 
  - 1851-1854 Mgr Joseph Sonneville
- 1854-1868
- 1868-1872 Mgr Pierre Sacré
- 1872-1878 Mgr Victor van den Branden de Reeth
- 1880-1927 Mgr Charles de t'Serclaes
- 1927-1945 Mgr Oscar Joliet
- 1946-1949 Mgr Maximilien de Furstenberg
- 1949-1962 Mgr Jozef Devroede
- 1962-1972 Mgr Albert Prignon
- 1972-1997 Mgr Werner Quintens
- 1997-2008 Mgr Johan Bonny
- 2009-2025 Mgr Dirk Smet
- À partir de 2025 Geert Morlion[4]